# Eirin Maria Kvandal
Eirin Maria Kvandal (* 12. Dezember 2001) ist eine norwegische Skispringerin.

## Werdegang
Kvandal, die für Mosjøen IL aus der Provinz Nordland startet und im Alter von fünf Jahren unter dem Eindruck ihres Vaters mit dem Skispringen begann, gab ihr internationales Debüt im Februar 2018 bei den Nordischen Junioren-Skiweltmeisterschaften 2018 in Kandersteg, wo sie den zweiten Durchgang verpasste. Tags darauf wurde sie gemeinsam mit Ingebjørg Saglien Bråten, Silje Opseth und Anna Odine Strøm Fünfte im Team. In den folgenden Jahren trat Kvandal meist bei nationalen Wettbewerben wie dem Norges Cup an und trat international kaum in Erscheinung. Nachdem sie am 15. und 16. September 2018 in Oslo im Continental Cup debütierte und dabei lediglich einen Punkt gewann, pausierte sie aufgrund einer Rückenoperation. Am 25. Januar 2020 startete sie in Rena erneut im Continental Cup. Dabei sprang sie wieder in die Punkteränge und erreichte am zweiten Wettkampftag als Neunte ihre erste Platzierung unter den besten Zehn. Nach weiteren guten Ergebnissen in Brotterode wurde Kvandal für die Nordischen Junioren-Skiweltmeisterschaften 2020 in Oberwiesenthal nominiert, wo sie im Einzel Rang 17 belegte. Das Teamspringen schloss sie auf dem fünften Platz ab, ehe sie gemeinsam mit Bendik Jakobsen Heggli, Thea Minyan Bjørseth und Sander Vossan Eriksen Silber im Mixed-Team gewann. Wenige Tage später wurde sie erstmals in das Weltcup-Team berufen und zeigte mit dem 18. Platz bei der Qualifikation in Trondheim im Rahmen der Raw Air 2020 auf Anhieb eine starke Leistung. Aufgrund der COVID-19-Pandemie wurden jedoch alle weiteren Wettkämpfe abgesagt, sodass sie kein Weltcup-Debüt feiern konnte. Der Formanstieg war auch im Sommer 2020 zu beobachten, als sie die norwegischen Sommermeisterschaften von der Großschanze in Trondheim gewann. Auch wenige Wochen später bei den nachgeholten norwegischen Meisterschaften 2020 in Oslo erreichte sie als Zweite hinter Silje Opseth und mit großem Vorsprung vor der Dritten Anna Odine Strøm das Podest. Zum Auftakt in die Saison 2020/21 in Ramsau am Dachstein verpasste sie bei ihrem Weltcup-Debüt als 33. knapp die Punkteränge. Bei den norwegischen Meisterschaften im Januar 2021 in Trondheim gewann Kvandal ihren zweiten Meistertitel. Am 23. Januar 2021 wurde Kvandal in Ljubno erstmals bei einem Weltcup-Teamspringen eingesetzt und belegte gemeinsam mit Thea Minyan Bjørseth, Silje Opseth und Maren Lundby den zweiten Platz. Tags darauf gewann sie den Einzelwettbewerb vor Ema Klinec und Marita Kramer. Es war erst ihr zweites Weltcup-Springen sowie ihr erstes Ergebnis in den Weltcuppunkten. Mit 19 Jahren und 43 Tagen ist Kvandal auch die jüngste Norwegerin, die ein Weltcupspringen gewinnen konnte. Zwei Wochen später stand sie in Hinzenbach als Dritte erneut auf dem Podest. Beim dritten Wettkampf in Hinzenbach verkürzte ihr Trainer Christian Meyer den Anlauf, da Kvandal zuletzt Unsicherheiten bei der Landung gezeigt hatte. Dennoch stürzte sie bei ihrem Sprung auf 88 Meter schwer und zog sich eine schwere Knieverletzung zu, die das Saisonaus bedeutete. Eine genaue Diagnose verzögerte sich um mehr als eine Woche, da sie in Norwegen zunächst für eine Woche unter Quarantäne gestellt wurde. Schließlich wurde bei einer MRT-Untersuchung ein Kreuzband-, Meniskus- sowie Seitenbandriss im rechten Knie festgestellt. In der Gesamtweltcupwertung belegte sie schließlich den 13. Platz.
Am 3. Dezember 2022 kehrte sie bei den Weltcup-Springen im heimischen Lillehammer wieder zum internationalen Wettkampfzirkus zurück und sprang dabei auf Anhieb unter die besten Zehn. Ab Januar war sie fester Bestandteil des norwegischen Weltcup-Teams. Beim Weltcup in Râșnov am 17. Februar erreichte sie als Dritte erstmals wieder das Podest. Die Teilnahme an der Ski-WM 2023, bei der sie die Bronzemedaille im Teamwettbewerb gewann, musste Kvandal infolge einer Entzündung im rechten Bein vorzeitig beenden.
Bei den Europaspielen 2023 gewann sie im Mixed-Teamwettbewerb gemeinsam mit Anna Odine Strøm, Robert Johansson und Marius Lindvik die Silbermedaille.
Am 10. März 2024 feierte Kvandal im Einzelwettbewerb vom Holmenkollbakken in Oslo ihren zweiten Weltcupsieg. Eine Woche später, am 17. März 2024, gewann sie den ersten Weltcupwettbewerb im Skifliegen bei den Damen vom Vikersundbakken, womit sie mit drei Siegen sowie einem dritten und einem zweiten Platz die Gesamtwertung der Raw-Air-Tournee gewinnen konnte.
Am 31. Januar 2025 konnte Kvandal im Mixed-Teamwettbewerb auf der Mühlenkopfschanze in Willingen ihren ersten Weltcupsieg im Team feiern.
Bei der Ski-WM 2025 in Trondheim gewann sie im Teamwettbewerb und im Mixed-Teamwettbewerb die Goldmedaille sowie im Einzelwettbewerb von der Großschanze die Bronzemedaille.

## Privates
Kvandal zog im Alter von 15 Jahren ins norwegische Skisprungzentrum nach Trondheim, wo sie den Sportzweig der Heimdal videregående skole besuchte.
Sie litt an einer angeborenen Skoliose. Die dadurch verursachten Rückenprobleme hatten zwar keinen Einfluss auf ihren Alltag, doch ließ sich die Krümmung der Wirbelsäule nicht mit ihrer Sportart vereinbaren. Da sich die Krümmung im Oberkörper befand, war eine Operation möglich, die schließlich am 3. Dezember 2018 durchgeführt wurde. Bei der Operation, die sieben Stunden andauerte, wurden ihr zwei Metallplatten und 22 Schrauben implantiert.

## Erfolge

### Weltcupsiege im Einzel
| Nr. | Datum           | Ort       | Typ           |
| --- | --------------- | --------- | ------------- |
| 1.  | 24. Januar 2021 | Ljubno    | Normalschanze |
| 2.  | 10. März 2024   | Oslo      | Großschanze   |
| 3.  | 12. März 2024   | Trondheim | Normalschanze |
| 4.  | 17. März 2024   | Vikersund | Flugschanze   |
| 5.  | 19. Januar 2025 | Sapporo   | Großschanze   |
| 6.  | 1. Februar 2025 | Willingen | Großschanze   |

### Weltcupsiege im Team
| Nr. | Datum           | Ort       | Typ               |
| --- | --------------- | --------- | ----------------- |
| 1.  | 31. Januar 2025 | Willingen | Großschanze Mixed |

## Statistik

### Weltcup-Platzierungen
| Saison  | Platz | Punkte |
| ------- | ----- | ------ |
| 2020/21 | 13.   | 0249   |
| 2022/23 | 26.   | 0208   |
| 2023/24 | 07.   | 0843   |
| 2024/25 | 04.   | 1026   |

### Grand-Prix-Platzierungen
| Saison | Platz | Punkte |
| ------ | ----- | ------ |
| 2023   | 63.   | 0001   |
| 2024   | 18.   | 0080   |

### Intercontinental-Cup-Platzierungen
| Saison  | Platz | Punkte |
| ------- | ----- | ------ |
| 2024/25 | 48.   | 0125   |

### Continental-Cup-Platzierungen
| Saison  | Sommer | Sommer | Winter | Winter | Gesamt | Gesamt |
| Saison  | Platz  | Punkte | Platz  | Punkte | Platz  | Punkte |
| ------- | ------ | ------ | ------ | ------ | ------ | ------ |
| 2018/19 | 32.    | 0001   | –      | –      | 75.    | 0001   |
| 2019/20 | –      | –      | 14.    | 0095   | 33.    | 0095   |

### Schanzenrekorde
| Schanze (Hillsize)                              | Ort         | Land               | Weite   | aufgestellt am  | Rekord bis      |
| ----------------------------------------------- | ----------- | ------------------ | ------- | --------------- | --------------- |
| MacKenzie Intervale Ski Jumping Complex (HS128) | Lake Placid | Vereinigte Staaten | 128,0 m | 6. Februar 2025 | 7. Februar 2025 |